# Allium kujukense
Espèce
Classification APG III (2009)
Allium kujukense est une espèce d'oignon du genre Allium. Cette espèce appartient à la famille des Amaryllidaceae et est endémique dans tout le sud-est du Kazakhstan. Cette espèce a un bulbe géophyte.

## Liens annexes
- Allium kujukense sur Plant of the word on line
- Allium kujukense dans IPNI
- Allium kujukense sur Tropicos
- Allium kujukense sur WFO plantlist